# ديفيد براندون
ديفيد براندون (بالإنجليزية: David Brandon)‏ هو ممثل أمريكي، ولد في 14 يناير 1940 ببالتيمور في الولايات المتحدة.

## أعمال

### أفلام
- (1978) الأولاد من البرازيل
- (2012)  جزء مني[2]

## وصلات خارجية
- ديفيد براندون على موقع IMDb (الإنجليزية)
- ديفيد براندون على موقع ألو سيني (الفرنسية)
- ديفيد براندون على موقع أول موفي (الإنجليزية)
- ديفيد براندون على موقع أول موفي (الإنجليزية)
- ديفيد براندون على موقع قاعدة بيانات الأفلام السويدية (السويدية)
- ديفيد براندون على موقع قاعدة بيانات الأفلام السويدية (السويدية)
- ديفيد براندون على موقع قاعدة بيانات الفيلم (الإنجليزية)
- ديفيد براندون على موقع كينوبويسك (الروسية)